# Gulnazar Keldi
Gulnazar Keldi (tagiko: Гулназар Келдӣ; Dardar, 20 settembre 1945 – Dušanbe, 13 agosto 2020) è stato un poeta e giornalista tagiko.

## Biografia
Pubblicò numerose raccolte di versi, le più note delle quali apparvero anche sulla rivista Adabiyet va sanat, di cui era anche editore. Ma Gulnazar Keldi legò la sua fama soprattutto a Surudi Milli, l'inno nazionale tagiko, del quale egli scrisse il testo nel 1994.
Keldi è morto nell'agosto del 2020, per complicazioni da COVID-19. Avrebbe compiuto 75 anni a settembre.